# Asterella chichibuensis
Asterella chichibuensis là một loài rêu trong họ Aytoniaceae. Loài này được Shimizu & S. Hatt. mô tả khoa học đầu tiên năm 1952.